# Jarmanli
Jarmanli (en búlgaro: Харманли) es una ciudad de Bulgaria situada en la provincia de Haskovo. Tiene una población estimada, a mediados de septiembre de 2022, de 19 684 habitantes.

## Geografía
Está ubicada a una altitud de 60 metros sobre el nivel del mar, y dista unos 275 km de la capital nacional, Sofía.

## Demografía
|         | 2004   | 2005   | 2006   | 2007   | 2008   | 2009   | 2010   | 2011   | 2022   |
| Mujeres | 9 778  | 9 703  | 9 689  | 9 596  | 9 561  | 9 493  | 9 435  | 9 411  |        |
| Varones | 9 420  | 9 322  | 9 264  | 9 150  | 9 130  | 9 064  | 8 925  | 9 018  |        |
| Total   | 19 198 | 19 025 | 18 953 | 18 746 | 18 691 | 18 557 | 18 360 | 18 429 | 19 684 |